# Sułów (województwo lubuskie)
Sułów (niem. Zohlow) – wieś sołecka w Polsce, położona w województwie lubuskim, w powiecie słubickim, w gminie Rzepin.
W miejscowości działało państwowe gospodarstwo rolne – Zakład Rolny w Sułowie wchodzący w skład Lubuskiego Kombinatu Rolnego w Rzepinie.
W latach 1975–1998 miejscowość położona była w województwie gorzowskim.
Miejscowość położona jest przy drodze wojewódzkiej nr 137 Słubice – Trzciel. W pobliżu wsi znajduje się rezerwat torfowiskowy „Torfowiska Sułowskie”.

## Zabytki
- Dwór z XIX wieku